# Computer Sciences Corporation
Pour les articles homonymes, voir CSC.
 (mai 2016).
Computer Sciences Corporation (CSC, NYSE : CSC) est une société de services en ingénierie informatique américaine.

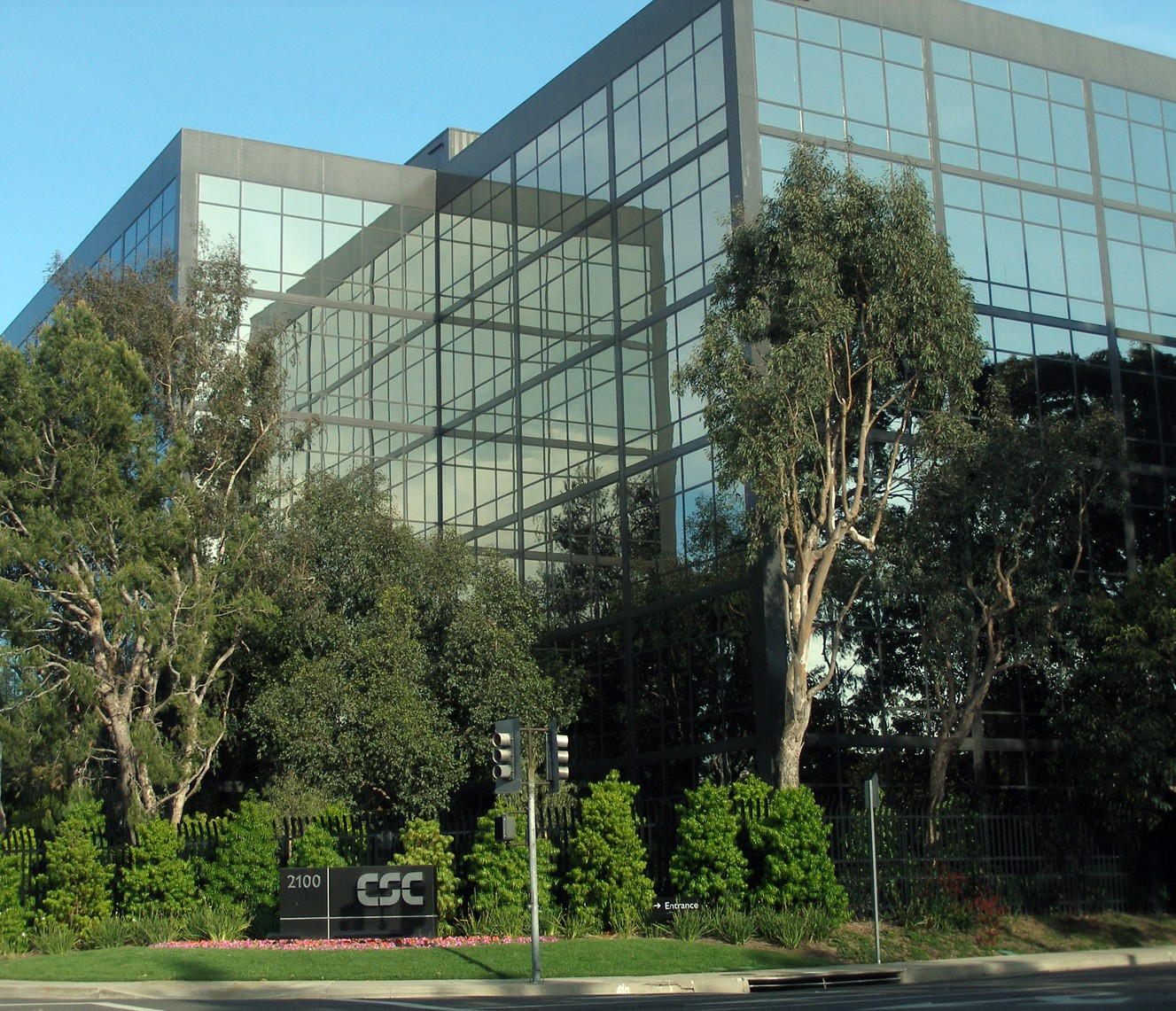
Ancien siège d'El Segundo.

L'entreprise a fusionné en 2016 avec Hewlett Packard Enterprise (HPE) Entreprise Services, pour devenir un des leaders du secteur. La nouvelle entité se nomme DXC Technology.

## Histoire
Le 16 avril 1959, Computer Sciences Corporation a été fondé par Roy Nutt et Fletcher Jones avec 100 dollars. Dès le début, CSC se base sur la technologie naissante de l'ordinateur : Nutt gère les aspects techniques et Jones la partie commerciale.
En 1959, le premier client est Honeywell.
En mai 1961, un contrat est signé avec le Jet Propulsion Laboratory de la National Aeronautics and Space Administration.
Dès avril 1962, l'entreprise enregistre un chiffre d'affaires annuel de plus d'un million de dollars.
La compagnie réussit rapidement et devient, en 1968, la première compagnie de logiciels informatiques cotée en bourse.[réf. nécessaire]
Au deuxième semestre 2015, CSC scinde ses activités en deux, entre d'une part les activités qu'elle réalise avec l'administration américaine, et d'autre part les projets qu'elle mène auprès des entreprises et du secteur public au niveau mondial. Les activités destinées aux agences gouvernementales sont fusionnées avec SRA International, pour créer un nouvel ensemble appelé CSRA qui regroupe 19 000 salariés pour un chiffre d'affaires de 5,5 milliards de dollars.
En mai 2016, Hewlett Packard Enterprise fusionne ses activités de services aux entreprises avec CSC, dans une transaction d'une valeur estimée à 8,5 milliards de dollars. Ces activités fusionnées représentent 37 % des activités de HP Enterprise pour un chiffre d'affaires de 4,7 milliards de dollars.

### Identité visuelle (logo)

1959-1971[10].
1971-1988[10].
1988-2008[10].
Depuis 2008[10].

## Chiffres
CSC a réalisé 16 milliards de dollars américain de chiffres d'affaires en 2011.
En 2016, elle compte environ 56 000 personnes réparties sur 60 pays.
Sur l'année fiscale 2010, CSC est le 14e plus grand fournisseur du gouvernement américain et est notamment fournisseur du département de la Défense des États-Unis.
CSC est placée 155e sur le classement Fortune 500 du magazine Fortune (2011) et fait partie du World’s Most Admired Companies du même magazine. Elle est également deuxième sur la branche des services informatiques (IT services) toujours selon Fortune (2011).

## Implantations
Historiquement, le siège de l'entreprise était situé depuis mai 1963 à El Segundo en Californie. Il est déplacé en 2008 à Falls Church en Virginie, dans la région métropolitaine de Washington.
Au niveau mondial, CSC est implanté dans 90 pays. L'entreprise a quatre implantations principales avec celle de Falls Church (Amérique), Singapour (Asie), Sydney (Australie) et Aldershot (Europe, Moyen-Orient et Afrique).
En France, CSC est implanté à La Défense (siège national et pour l'Europe de l'ouest et du sud), Charenton et Toulouse. L'entreprise y était dirigée par Claude Czechowski jusqu'en 2013. Pierre Bruno est le nouveau Président de la filiale française depuis 2013.[réf. souhaitée]

## Direction
- Chief executive officer (CEO) :
  - Fletcher Jones (1959-1972, cofondateur) ;
  - Bill Hoover (1972-1995) ;
  - Van B. Honeycutt (1995-2007) ;
  - Mike Laphen (2007-2012), qui devra rendre 4,35 millions de dollars après son départ forcé pour éviter une procédure judiciaire à la suite d'une action de la SEC sur les 15,5 millions de dollars gagnés en 2010 et les 11,5 millions de dollars gagnés en 2011[14] ;
  - Mike Lawrie (2012-).

## Parrainage sportif
CSC Danemark parrainait à partir de 2001 l'équipe cycliste CSC-Tiscali, devenue Team CSC en 2003. En 2009, l'équipe devient l'équipe cycliste Saxo Bank à la suite du retrait de CSC. CSC s'est retiré du cyclisme pour parrainer en 2011 l'écurie de Formule 1 Virgin Racing, devenue Marussia F1 Team.

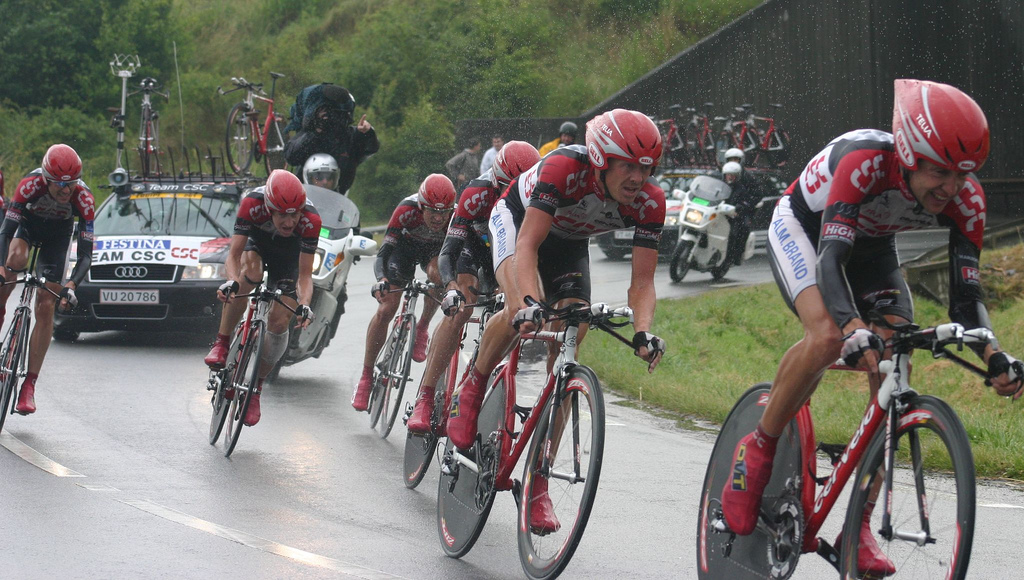
L'équipe cycliste Team CSC lors du Tour de France 2004.
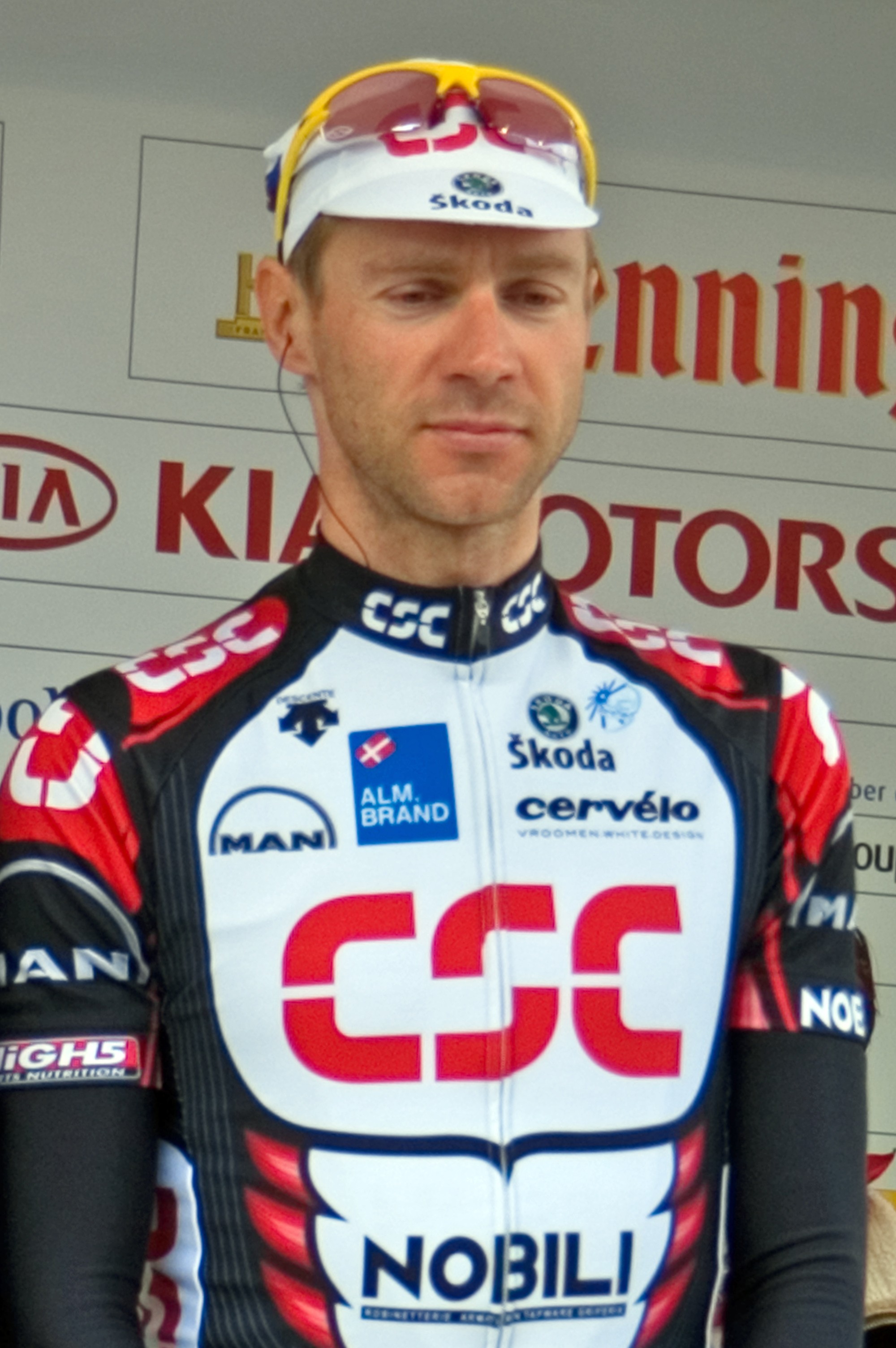
Jens Voigt en 2006 avec le maillot de la Team CSC.
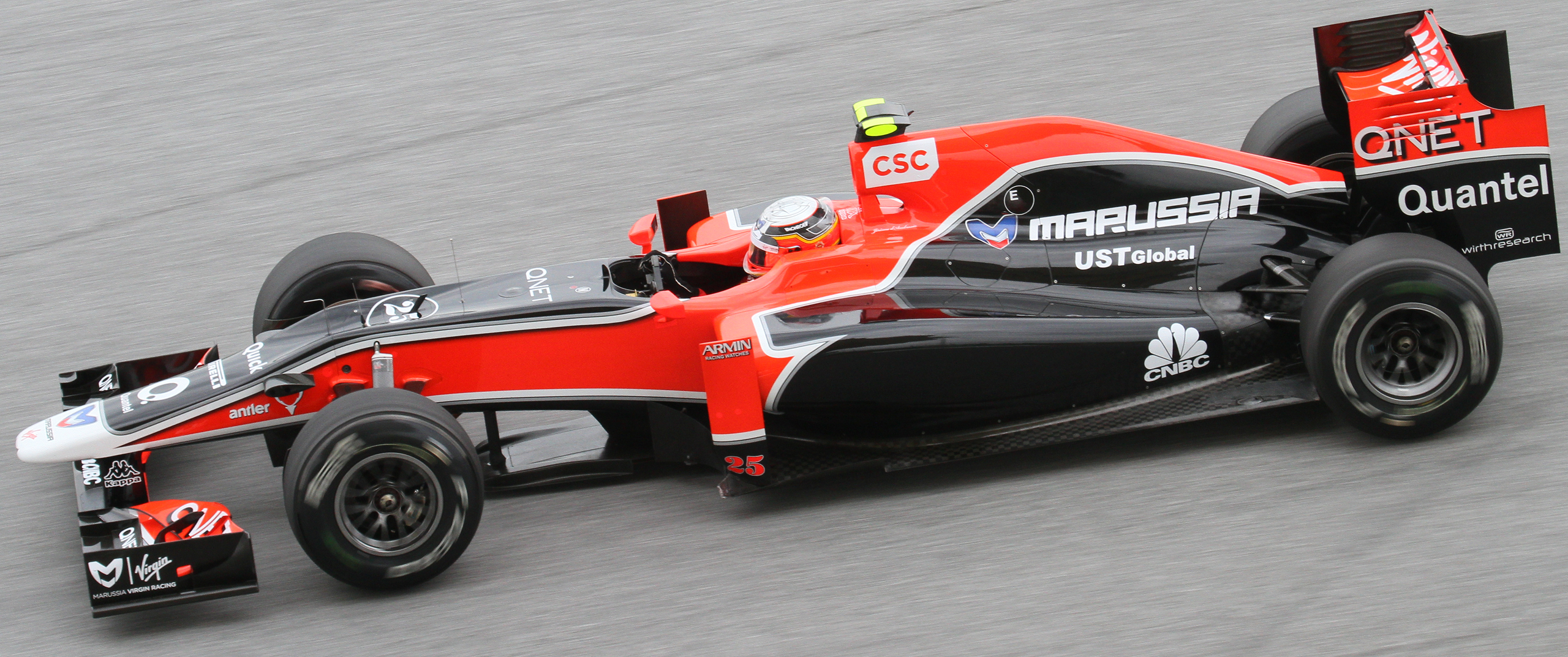
Voiture de Jérôme d'Ambrosio (Virgin Racing) lors du Grand Prix automobile de Malaisie 2011.